# Real Life (Crown of Creation)
Real Life è il primo album degli Crown of Creation, pubblicato il 21 febbraio 1994.
Dopo numerosi cambi di formazione e molte registrazioni, la band si rivolse ad uno studio discografico nel 1993 con Nicole Sukar di Rick J. Jordan (degli Scooter) e debuttò con il CD Real Life.

## Tracce
1. Empty Life – 5:48
2. Poison – 4:28
3. Story of Life – 4:26
4. Running to the Top – 5:01
5. My Story – 4:58
6. No Time to hesitate – 4:57
7. Memory – 4:27
8. No Problem – 5:05
9. Running to the Top (Rick J. Jordan Extended mix) – 5:52
10. Ohne ein Wort – 5:04
11. Mister of the Beat – 5:44
12. Liberation – 3:52
13. Frustsong – 4:00

- Tutte le tracce sono scritte e arrangiate da Matthias Blazek e Thomas Czacharowski.

## Formazione
- Nicole Sukar – voce
- Matthias Blazek – tastiere
- Thomas Czacharowski – tastiere

### Altri musicisti
- Nicole Knauer – assolo vocale
- Silvia Lohmann – sassofono
- Christoph von Storch – chitarra
- Bernd Wullkotte – chitarra
- Herman Frank – produttore discografico